# 甘精胰島素
甘精胰島素（英語：Insulin glargine）以Lantus（蘭德仕）等為品牌銷售，是一種長效的醫用胰島素類似物，用於治療第1型糖尿病和第2型糖尿病。透過皮下注射方式給藥。通常在注射後一個小時開始發揮作用。
常見的副作用有低血糖、注射部位不適、發癢和體重增加。嚴重的副作用有低血鉀。個體懷孕期間通常的首選是中效胰島素（NPH insulin，此種胰島素最早於1926年開始生產，經逐步發展而於1950年開始以此名銷售），而不是甘精胰島素。於注射後，藥物分子由於酸度變化而先形成六聚體，這些六聚體再形成更高階的聚集體（即微晶），會在約24小時內將胰島素緩慢釋放。胰島素會導致身體組織從血液中吸收葡萄糖，並減少肝臟產生葡萄糖。
甘精胰島素於2000年在美國被批准用於醫療用途。也被列入世界衛生組織基本藥物標準清單之中。它於2020年是美國最常使用處方藥中排名第32，開立的處方箋超過1,700萬張。美國食品藥物管理局（FDA）於2021年7月批准一商品名為Semglee（insulin glargine-yfgn）的生物相似藥。

## 醫療用途
長效胰島素（包括甘精胰島素）似乎不比中效胰島素好多少，但成本卻高很多，因此截至2010年，此種藥物對於治療第2型糖尿病而言並不具成本效益。在以前的綜述中，尚不清楚使用兩種胰島素所造成低血糖的狀況是否存在差異，因為沒足夠的數據來將此確定。但最近考科藍合作組織所發佈的系統綜述，在比較使用甘精胰島素與使用中效胰島素、地特胰島素（生物相似藥，於2005年由FDA核准於美國用於醫療用途）或是德谷胰島素（生物相似藥。由丹麥藥廠諾和諾德開發，於2015年由FDA核准在美國用於醫療用途）治療成人或兒童第1型糖尿病（治療時間為期6個月或更長），並無顯著的臨床差異。在英國，甘精胰島素通常不是推薦的長效型用藥。
由邁蘭藥廠生產的生物相似藥Semglee（喜穩胰）可改善罹患第1型糖尿病的成人和兒童，以及罹患第2型糖尿病的成人患者的血糖控制。Semglee與其參考產品Lantus（蘭德仕）可作為互換使用的長效型藥品。

### 與其他胰島素混合使用
不得將甘精胰島素稀釋，或在同一注射器中與其他胰島素或溶液混合，此點與其他一些長效型胰島素不同。然而此一限制受到質疑。

## 不良影響
常見的副作用有低血糖、注射部位不適、發癢和體重增加。嚴重的副作用包括低血鉀。
截至2012年，初步證據顯示甘精胰島素與癌症之間無關聯。而先前的研究曾引起人們的擔憂。
在治療第1型糖尿病，無論是成人或是兒童患者，療程6個月或是更長，使用甘精胰島素，與使用中效胰島素、地特胰島素或德谷胰島素比較，均未發現有顯著副作用。

## 藥理學

### 作用機轉
甘精胰島素與人類胰島素的不同之處在於A鏈21位的天門冬醯胺被甘胺酸取代，B鏈的羧基末端延伸2個精胺酸殘基。精胺酸將等電點從pH值5.4移至6.7，讓分子在酸性pH值下更容易溶解，而在生理pH值下較難溶解。等電點位移也讓皮下注射透明溶液得以進行。甘氨酸取代後可防止對酸敏感的天門冬醯胺在酸性pH值下發生脫醯胺反應。分子在中性皮下空間中形成高階聚集體，導致胰島素從注射部位緩慢、不產生血糖峰值的方式溶解和被吸收。這種血糖無峰值狀態至少可維持24小時。

### 胰島素於體內的吸收與重新分配
甘精胰島素在酸性pH值4下配製，可完全溶於水。在皮下注射（可能會引起不適和刺痛感）後，當達到生理pH值（約7.4）時，pH值升高會導致胰島素從溶液中析出，而形成更高階的胰島素六聚體聚集。更高階的聚集可減緩六聚體解離成胰島素單體（胰島素的功能和生理活性單位）。這種漸進的過程確保持續有少量的甘精胰島素釋放到體內，達到幾乎無血糖峰值的效果。

## 歷史
歐盟執行委員會於2000年6月9日正式批准賽諾菲德國公司出品的Lantus（蘭德仕）於整個歐盟上市。 
有一種濃縮三倍的配方，品牌名為Toujeo（糖德仕），於2015年獲得FDA批准上市 。

## 社會與文化

### 法律地位

#### 生物相似藥
名為Abasaglar的生物相似藥於2014年9月在歐盟獲准用於醫療用途。
名為Lusduna的生物相似藥於2017年1月在歐盟獲准用於醫療用途。
名為Semglee的生物相似藥（insulin glargine-yfgn）於2018年3月在歐盟獲准用於醫療用途。
Semglee於2021年7月在美國獲准准用於醫療用途。該產品是第一個可與Lantus（蘭德仕）互換使用的藥劑，申請廠商為邁蘭製藥。

#### 專利到期與藥品價格
甘精胰島素產品的專利已於2015年2月到期，禮來公司所產的生物相似藥Basaglar於2015年12月為FDA核准做醫療用，在歐盟銷售的則靈使用Abasaglar為商品名。
雖說大多數胰島素的專利到2015年均已到期，但許多市場仍由原始專利持有者的品牌主導。
根據William H. Herman與Shihchen Kuo兩位研究人員於2021年發表的報告，"全球胰島素市場於2012年價值約為210億美元。而僅由禮來、諾和諾德和賽諾菲這三個跨國藥廠所主導。這三家的產品佔有99%的市場銷售額，和96%的市場佔比。目前有越來越多價格更為昂貴的胰島素類似物來替代由人類和動物身上提煉，而價格卻更為便宜的產品，導致胰島素價格和支出增加，並對世界各地衛生系統和個人的藥物負擔能力產生負面影響。"

## 外部連結
- . Drug Information Portal. U.S. National Library of Medicine.   [2020-11-26]. （原始内容存档于2021-01-07）.